# Iuliu Winkler
Iuliu Winkler, węg. Gyula Winkler (ur. 14 marca 1964 w Hunedoarze) – rumuński inżynier i polityk narodowości węgierskiej, minister w rządach Călina Popescu-Tăriceanu, deputowany do Parlamentu Europejskiego dwóch kadencji VI, VII, VIII, IX i X kadencji.

## Życiorys
W 1988 ukończył studia na wydziale elektrotechnicznym Instytutu Politechnicznego „Traian Vuia” w Timișoarze z dyplomem inżyniera elektroniki i telekomunikacji. W 2001 uzyskał dyplom z zakresu finansów i ubezpieczeń na uniwersytecie w miejscowości Petroszany.
Po ukończeniu studiów inżynierskich w 1988 pracował jako inżynier w oddziale przedsiębiorstwa IAMSAT w Hunedoarze (do 1992). Od 1990 był metrologiem i koordynatorem oddziału. W latach 1993–1998 zatrudniony jako przedstawiciel funduszu „BANAT-CRIȘANA”. Od 1996 do 1999 był dyrektorem ds. rozwoju w spółce prawa handlowego.
Po upadku komunizmu w Rumunii zaangażował się w działalność w ruchu mniejszości węgierskiej w Siedmiogrodzie. W 1991 został członkiem Demokratycznego Związku Węgrów w Rumunii. Pięć lat później uzyskał mandat radnego okręgowego, był członkiem komisji badań, prognoz, budżetu i finansów oraz komisji ds. organizacji i rozwoju urbanistycznego i robót publicznych w sejmiku okręgowym (1996–1999). Od 1999 do 2000 pełnił obowiązki podprefekta okręgu Hunedoara.
W 2001 objął obowiązki przewodniczącego oddziału okręgowego partii w Hunedoarze. Rok wcześniej uzyskał mandat posła do Izby Deputowanych, który wykonywał przez jedną kadencję. Zasiadał w rządzie Călina Popescu-Tăriceanu jako minister delegowany ds. handlu (od grudnia 2004 do kwietnia 2007). Od kwietnia do lipca 2007 pracował jako sekretarz stanu ds. handlu w ministerstwie handlu, turystyki i wolnych zawodów. Od sierpnia do grudnia 2007 stał na czele resortu komunikacji i technologii informacyjnych. W okresie od stycznia 2005 do lipca 2007 był wiceprzewodniczącym międzyministerialnego komitetu finansów, gwarancji i ubezpieczeń w banku EximBank.
W grudniu 2007 rozpoczął pracę eurodeputowanego wybranego z listy Demokratycznego Związku Węgrów w Rumunii. W kolejnych wyborach w 2009, 2014, 2019 i 2024 uzyskiwał reelekcję na kolejne kadencje PE.